# Ariamnes
Ariamnes es una género de arácnidos del orden de la arañas (Araneae) y de la familia Theridiidae.

## Descripción
Las especies del género Ariamnes se caracteriza por tener los abdómenes largos con forma vermiforme, cefalotórax chato y receptáculos seminales largos en las hembras (corto en Ariamnes mexicanus). Estructuras palpares son más variables.
Las especies pertenecientes a este género se encuentran en los trópicos de todas las partes del mundo.

## Especies
Se reconocen las siguientes:
- Ariamnes alepeleke Gillespie & Rivera, 2007 — Hawái
- Ariamnes attenuatus O. P.-Cambridge, 1881 — Costa Rica, Federación de las Indias Occidentales hasta Argentina
- Ariamnes birgitae Strand, 1917 — Birmania
- Ariamnes campestratus Simon, 1903 — Gabón, Congo
- Ariamnes colubrinus Keyserling, 1890 — Queensland, Nueva Gales del Sur, Isla de Lord Howe
- Ariamnes columnaceus Gao & Li, 2014 — China
- Ariamnes corniger Simon, 1900 — Hawái
- Ariamnes cylindrogaster Simon, 1889 — China, Corea, Taiwán, Japón
- Ariamnes flagellum (Doleschall, 1857) — Sudeste Asiático, Australia
  - Ariamnes flagellum nigritus Simon, 1901 — Sudeste Asiático
- Ariamnes haitensis (Exline & Levi, 1962) — La Española
- Ariamnes helminthoides Simon, 1907 — Guinea-Bisáu
- Ariamnes hiwa Gillespie & Rivera, 2007 — Hawái
- Ariamnes huinakolu Gillespie & Rivera, 2007 — Hawái
- Ariamnes jeanneli Berland, 1920 — África Oriental
- Ariamnes kahili Gillespie & Rivera, 2007 — Hawái
- Ariamnes laau Gillespie & Rivera, 2007 — Hawái
- Ariamnes longicaudatus O. P.-Cambridge, 1872 — Líbano
- Ariamnes longissimus Keyserling, 1891 — Perú, Brasil
- Ariamnes makue Gillespie & Rivera, 2007 — Hawái
- Ariamnes melekalikimaka Gillespie & Rivera, 2007 — Hawái
- Ariamnes mexicanus (Exline & Levi, 1962) — México, Cuba
- Ariamnes patersoniensis Hickman, 1927 — Tasmania
- Ariamnes pavesii Leardi, 1902 — India, Sri Lanka
- Ariamnes petilus Gao & Li, 2014 — China
- Ariamnes poele Gillespie & Rivera, 2007 — Hawái
- Ariamnes rufopictus Thorell, 1895 — Birmania
- Ariamnes russulus Simon, 1903 — Guinea Ecuatorial
- Ariamnes schlingeri (Exline & Levi, 1962) — Perú
- Ariamnes setipes Hasselt, 1882 — Sumatra
- Ariamnes simulans O. P.-Cambridge, 1892 — India
- Ariamnes triangulatus Urquhart, 1887 — Nueva Zelanda
- Ariamnes triangulus Thorell, 1887 — Birmania
- Ariamnes uwepa Gillespie & Rivera, 2007 — Hawái
- Ariamnes waikula Gillespie & Rivera, 2007 — Hawái